# انجمن منتقدان فیلم لس آنجلس
انجمن منتقدان فیلم لس آنجلس (به انگلیسی: Los Angeles Film Critics Association) یک سازمان نقد فیلم آمریکایی‌است که در سال ۱۹۷۵ بنیان‌گذاری شده‌است. این انجمن سالانه جوایزی به برترین اعضای صنعت فیلم اهدا می‌کند. این جوایز در ژانویه هر سال معرفی می‌شوند.

## جوایز

### دسته‌بندی‌ها
- بهترین بازیگر مرد
- بهترین بازیگر زن
- بهترین پویانمایی
- بهترین کارگردانی
- بهترین فیلم مستند
- بهترین فیلم
- بهترین فیلم خارجی‌زبان
- بهترین فیلمنامه
- بهترین بازیگر نقش مکمل مرد
- بهترین بازیگر نقش مکمل زن

### رکوردهای جوایز
(بیش از یک جایزه)
- ۵ جایزه:
  - راه‌های فرعی (۲۰۰۴): بهترین فیلم، بازیگر مرد و زن، کارگردان و فیلمنامه
- ۴ جایزه:
  - پسرانگی (۲۰۱۴): بهترین فیلم، بازیگر زن، کارگردان و تدوین
  - جاذبه (۲۰۱۳): بهترین فیلم (مساوی)، کارگردان، فیلمبرداری و تدوین
  - استاد (۲۰۱۲): بهترین کارگردان، بهترین بازیگر مرد، بهترین بازیگر زن و بهترین طراحی صحنه
  - شبکه اجتماعی (۲۰۱۰): بهترین فیلم، کارگردان، فیلمنامه و موسیقی
  - خون به پا خواهد شد (۲۰۰۷): بهترین فیلم، بازیگر، کارگردان و طراحی صحنه
  - ملکه (۲۰۰۶): بهترین بازیگر زن، نقش مکمل مرد، فیلمنامه و موسیقی
  - ببر خیزان، اژدهای پنهان (۲۰۰۰): بهترین فیلم، فیلمبرداری، موسیقی و طراحی صحنه
  - نفوذی (۱۹۹۹): بهترین فیلم، بازیگر مرد، نقش مکمل مرد و فیلمبرداری
  - محرمانه لس آنجلس (۱۹۹۷): بهترین فیلم، کارگردان، فیلمبرداری و فیلمنامه
  - داستان عامه‌پسند (۱۹۹۴): بهترین فیلم، کارگردان، بازیگر مرد و فیلمنامه
- ۳ جایزه:
  - درخت زندگی (۲۰۱۱): بهترین فیلمبرداری، کارگردان و نقش مکمل زن
  - کاپوتی (۲۰۰۵): بهترین بازیگر مرد، نقش مکمل زن و فیلمنامه
  - درباره اشمیت (۲۰۰۲): بهترین فیلم، بازیگر مرد و فیلمنامه
  - دور از بهشت (۲۰۰۲): بهترین بازیگر زن، فیلمبرداری و موسیقی
  - رازها و دروغ‌ها (۱۹۹۶): بهترین فیلم، بازیگر زن و فیلمنامه
  - برزیل (۱۹۸۵): بهترین فیلم، کارگردان و فیلمنامه
- ۲ جایزه:
  - هتل بزرگ بوداپست (۲۰۱۴): بهترین فیلمنامه و طراحی صحنه
  - یدا (۲۰۱۴): بهترین بازیگر زن، بهترین فیلم خارجی‌زبان
  - زندگی ادل (۲۰۱۳): بهترین بازیگر زن، بهترین فیلم خارجی‌زبان
  - او (۲۰۱۳): بهترین فیلم و طراحی صحنه
  - عشق (۲۰۱۲): بهترین فیلم و بازیگر زن
  - مهلکه (۲۰۰۹): بهترین فیلم و کارگردان
  - بی‌غم (۲۰۰۸):بهترین بازیگر زن و بهترین فیلمنامه
  - میلیونر زاغه‌نشین (۲۰۰۸): بهترین کارگردان و موسیقی
  - طبیعت بی‌جان (۲۰۰۸): بهترین فیلم خارجی‌زبان و بهترین فیلمبرداری
  - کوهستان بروکبک (۲۰۰۵): بهترین فیلم و کارگردان
  - شگفت‌انگیزان (۲۰۰۴): بهترین پویانمایی و موسیقی
  - شکوه آمریکایی (۲۰۰۳): بهترین فیلم و فیلمنامه
  - ارباب حلقه‌ها: بازگشت پادشاه (۲۰۰۳): بهترین کارگردان و طراحی صحنه
  - دارودسته‌های نیویورکی (۲۰۰۲): بهترین بازیگر مرد و طراحی صحنه
  - در اتاق خواب (۲۰۰۱): بهترین فیلم و بازیگر زن
  - آیریس (۲۰۰۱): بهترین بازیگر زن و بازیگر نقش مکمل مرد
  - مولن روژ! (۲۰۰۱): بهترین بازیگر مرد و طراحی صحنه